# Emil Kirjas
Emil Kirjas (Skopje, 26 de juny de 1975) és un polític macedoni. És secretari general de la Internacional Liberal. Va ser president de la Federació Internacional de Joventuts Liberals, un càrrec que va ocupar des de la tardor del 2003. Kirjas també va ser viceministre d'Afers Exteriors de Macedònia del Nord entre 2004 i 2006. Es va graduar el 2007 en geopolítica pel King's College de Londres, on rebre la beca Chevening.